# Max Vincent
Миодраг Миша Михајловић (Београд 1967 — 2004), познат под псеудонимом Max Vincent, био је српски музичар, музички продуцент  и вокал новоталасног синтпоп бенда Max & Intro. Његов компилацијски албум The future has designed us необјављених песама објављен је 2015. године, једанаест година након музичареве смрти. Живео је у Италији где је компоновао наменску музику. Потиче из уметничке породице, мајка му је виолинисткиња и вокални солиста ПГП РТБ-а, а отац бас гитариста Плавог ансамбла. Са другом из гимназије основовао је бенд Max & Intro и објавио 1985. песму Остави све, која постаје велики хит.

## Дискографијa
Са групом Макс и интро (други члан Зоран Ћалић - Интро Џони)
- (1985):синглови Остави све и Београдска девојка
- Лош је дан (1986) сингл
- Сузе и смех (1989) сингл са Игором Поповићем из групе Џакарта

Са групом Санчо и Макс: (други члан Зоран Вељић Санчо)
- Кадилак (1993) мини албум, са сингловима Кадилак, Када сам те волео, Колико ти је година
- Мапа је нађена (1998) са Санчом, сингл - Будвански фестивал

Соло
- The future has designed us (2015, објављен постхумно) компилацијски албум песама (1984-2002)
- Београд (2018, објављен постхумно) компилацијски албум песама (1986-1999)